# Kastelli
Kastelli (Grieks: Καστέλλι) is een plaats in Griekenland op het eiland Kreta in het district van Minoa Pediada. De burgerbevolking telt per 2001 6.819 inwoners.

## Vliegveld
Het is het plan om het internationale vliegveld van Iraklion te verhuizen naar de luchtmacht basis van Kastelli die zuidoostelijk gesitueerd is in het binnenland van Kreta. Daar opereert de Griekse Luchtmacht met hun F-16 Fighting Falcon op het moment nog. Het plan ontstond al in 1986 door een voorstel van minister president Andreas Papandreou, dit voorstel werd uiteindelijk goed gekeurd en de uiteindelijke voltooiing zou in 2014 moeten geschieden. Het oude vliegveld van 278 hectare zou weer teruggegeven worden aan de gemeente en deelgemeentes van Iraklion.
Bij het uit te bouwen vliegveld moeten nieuwe wegen, water en sanitaire voorzieningen worden verschaft. Ook moeten er een aantal dorpen en gehuchten worden ontruimt (o.a. Archengelos, Roussochoria) dit ten behoeve van het ruim 600 hectare terrein en al het asfalt eromheen. Vanaf de hoofdweg vanaf de kust wordt er een nieuwe 17 km lange weg aangelegd die het vliegveld moet verbinden met de andere belangrijke routes. Het project werd begroot op 1,2 miljard euro, maar door de crisis en de lange duur (men is anno 2013 nog niet begonnen aan de bouw van de luchthaven) wordt de begroting nu geschat op 1,5 miljard euro.